# Blizna (Podkarpatské vojvodství)
Blizna je vesnice v Podkarpatském vojvodství, v jihovýchodním Polsku. Nachází se přibližně 32 km severozápadně od města Řešov.

## Historie během druhé světové války

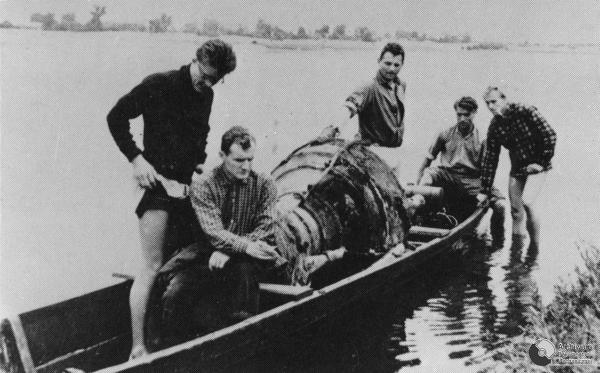
Zemská armáda vytahuje spalovací komoru rakety V-2 z řeky Bug

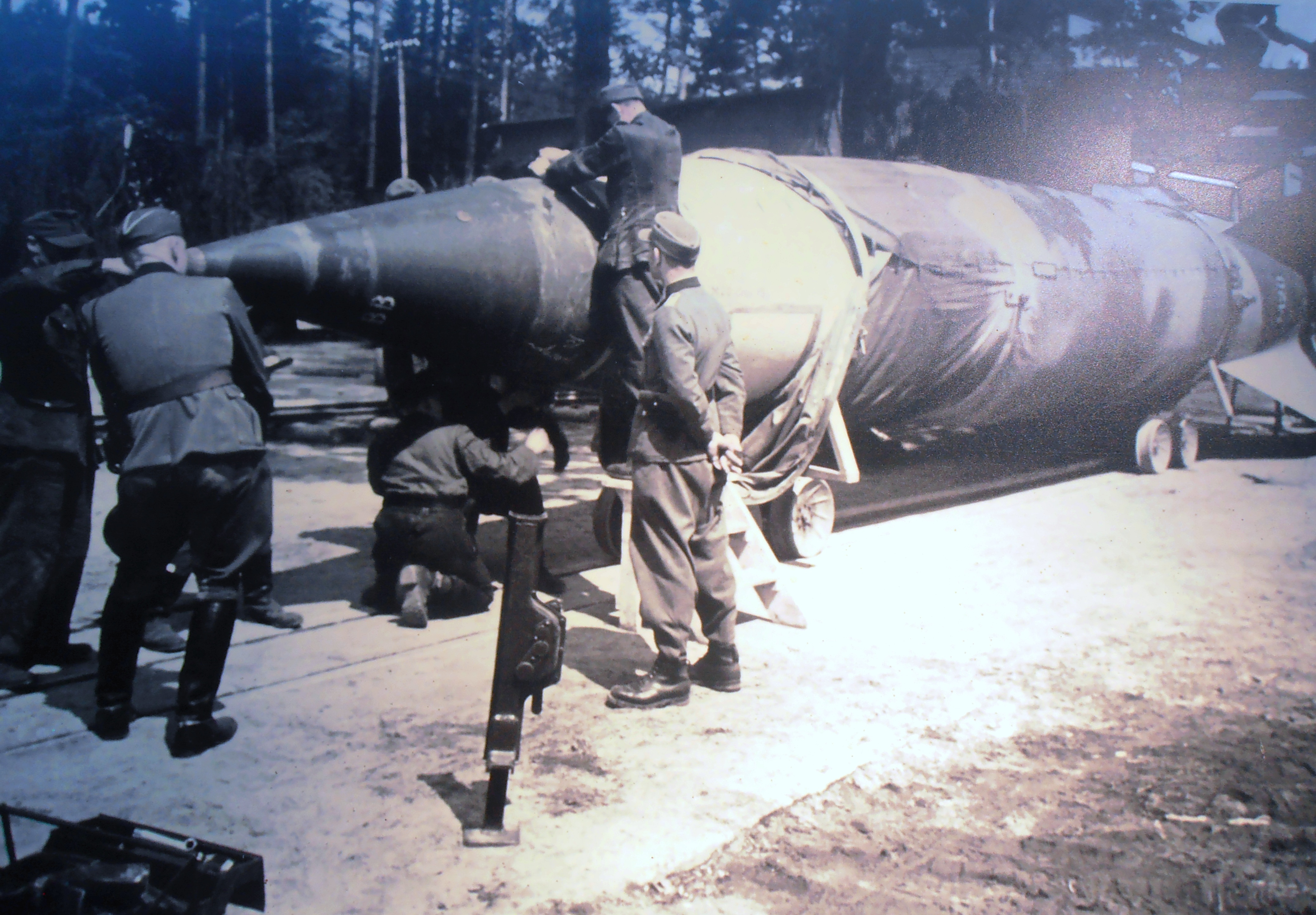
Montáž bojové hlavice V-2 před cvičným startem v Blizně

Od 5. listopadu 1943 do začátku července 1944 byla u Blizny umístěna německá vojenská základna pro pokusné starty raket aggregat A4 (známé také jako V-2) a pro výcvik raketových jednotek. Po leteckém náletu na Peenemünde dne 17. srpna 1943 bylo rozhodnuto, že výcvik a testování by se mělo provádět v jihovýchodním Polsku mimo rozsah spojeneckých bombardérů. Výroba raket byla přesunuta do koncentračního tábora Mittelbau-Dora poblíž města Nordhausen v Německu. V Peenemünde pokračovaly zkušební starty až do 21. února.
Raketové zkoušky se potýkaly s velkou nespolehlivostí. Úspěšných bylo jen 10 až 12 procent startů. Na příčině byla nespolehlivost jednotlivých součástí ale i sabotáže vězňů při výrobě. Důsledkem toho V-2 často explodovaly v blízkosti odpalovacích ramp, což neušlo pozornosti zemské armády. Kolem 20. května 1944 dopadla relativně nepoškozená raketa V-2 na břeh bažinaté řeky Bug, kterou se polskému hnutí odporu podařilo skrýt před příjezdem německých jednotek. Části rakety byly koncem července 1944 rozmontovány a přepraveny přes Polsko do Londýna pro analýzu britské zpravodajské služby.
V červenci 1944 postup sovětských vojsk donutil základnu v Blizně k evakuaci.